# أنتونيا هودسون
أنتونيا هودسون (بالإنجليزية: Antonia Hodgson)‏ (1971، دربي في المملكة المتحدة)؛ روائية بريطانية.